# Eurema laeta
Spotless Grass Yellow (Eurema laeta) là một loài bướm ngày nhỏ thuộc họ Pieridae (the Yellows and Whites), được tìm thấy ở India.

## Photo gallery

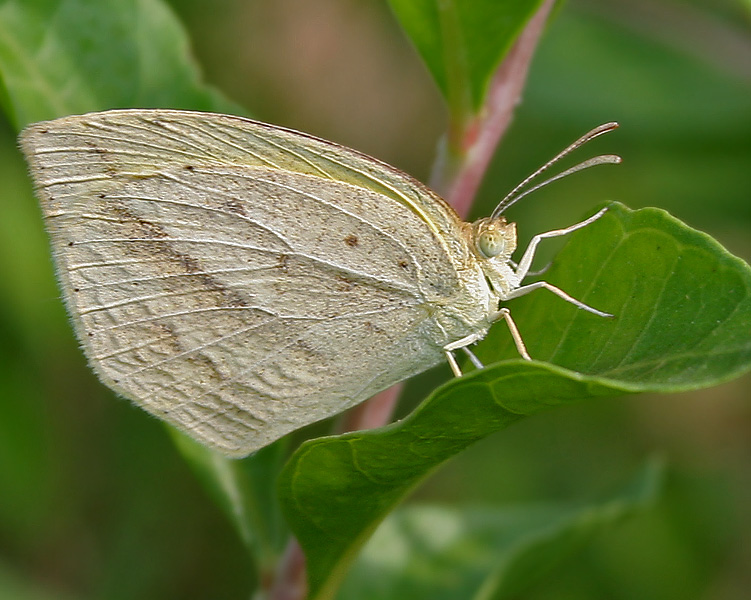
in Hyderabad, India.
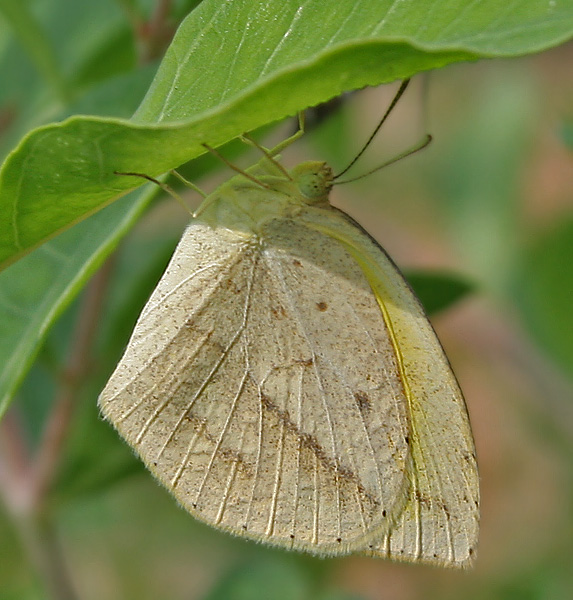
in Hyderabad, India.
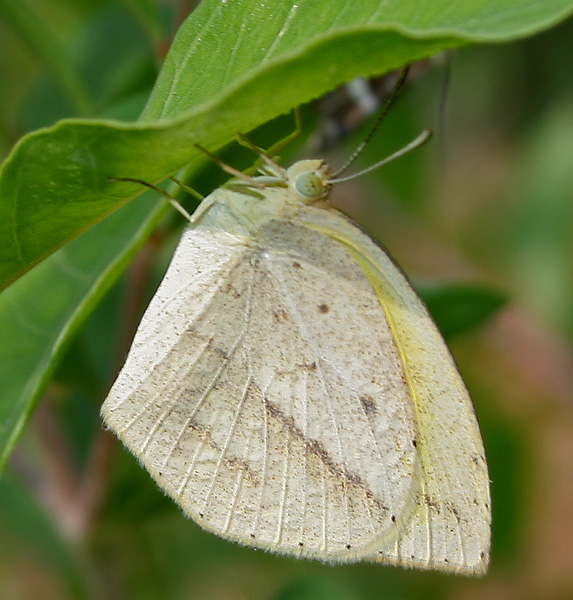
in Hyderabad, India.
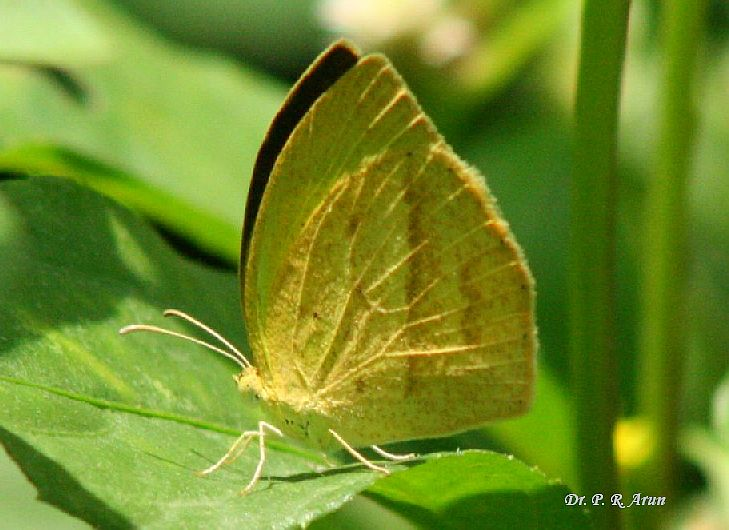
E.laeta at Vikhroli, Mumbai, India
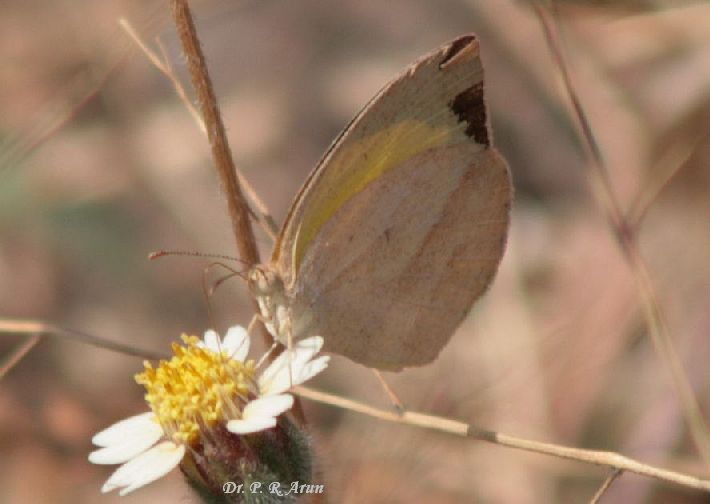
E.laeta at Vikhroli, Mumbai, India
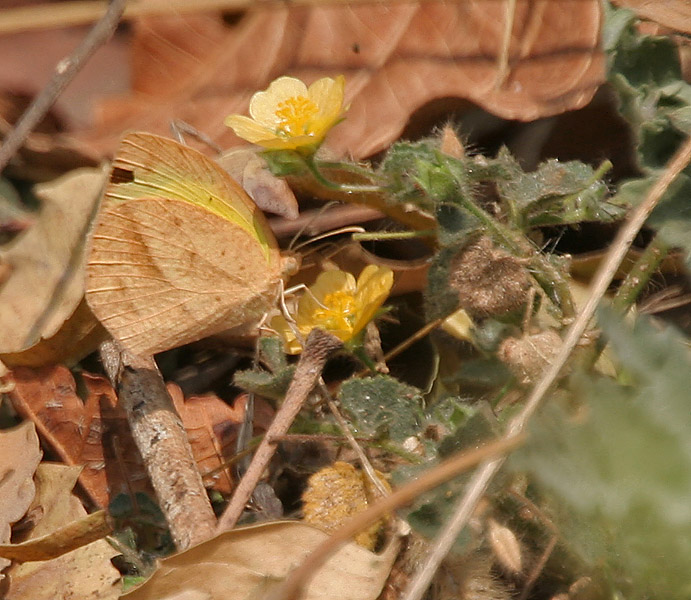
on Abutilon hirtum in Hyderabad, India.

 Tư liệu liên quan tới Eurema laeta tại Wikimedia Commons